# خانه راهی
خانه راهی ، خانه‌ای است مربوط به اوایل دوره قاجار که در شهر تاریخی تون و در محله سردشت واقع شده‌است.
این اثر در تاریخ ۳ دی ۱۳۸۵ با شمارهٔ ثبت ۱۶۶۶۰ به‌عنوان یکی از آثار ملی ایران به ثبت رسیده است.